# Hasan Zahirović
Hasan Zahirović (* 28. ledna 1975 Brčko) je bosensko-český herec, překladatel, teatrolog, dramaturg.

## Život
Absolvoval Filozofickou fakultu v Sarajevu, obor pedagogika, a Fakultu humanitních studií v Mostaru, obor herectví. Věnuje se herectví, překladu, divadelní vědě, konkrétně o meziválečném a moderním českém divadle. Od roku 2006 žije v České republice. Absolvoval magisterské studium divadelní vědy na Filosofické fakultě Masarykovy univerzity a doktorské studium na DAMU,
obor Scénická tvorba a teorie scénické tvorby. Byl garantem, dramaturgem a spolu překladatelem většiny her Festivalu scénických čtení textů autorů z ex-jugoslávských zemí YOUGO! (Divadlo Feste, Brno, 2011). Pracuje jako interní pedagog na oboru kulturní dramaturgie Slezské univerzity v Opavě a je členem ansámblu Divadla D21.

## Teoretické práce
- ZAHIROVIĆ, H. Češko-slovenski gledališki stiki v prvi polovici 20. stoletja /Česko-slovinské divadelní styky v první polovině 20. století/, s. 107-130. In Uprizoritvene umetnosti, migracije, politika: Slovensko gledališče kot sooblikovalec medkulturnih izmenjav, Znanstvena založba Filozofske fakultete, Ljubljana, 2017. s. 504. ISBN 978-961-06-0000-8.
- ZAHIROVIĆ, H. První polský překlad Věci Makropulos Karel Čapek a jeho realizace v Těšínském divadle. In MARTINEK, Libor. Joseph von Eichendorff (1788–1857) a česko-polská kulturní a umělecká pohraničí – Joseph von Eichendorff (1788–1857) i czesko-polskie kulturowe i artystyczne pogranicza, Slezská univerzita v Opavě, 1. vyd. Opava, 320 s. 2018. ISBN 978-80-7510-320-8
- ZAHIROVIĆ, Hasan. Josef Čapek – svérázný dramatik. In Sborník příspěvků z mezinárodní konference Hradec Králové Čapkům III. [ed. Hasan Zahirović]. 1. vydání. Hronov: Komité Čapek Hronov, 2022, s. 71–79. ISBN 978-80-11-02536-6.
- ZAHIROVIĆ, H. Autorska bajka Karela Čapeka. In Bajka u XXI stoljeću. Izazovi novog vremena [ed. Vildana Pečenković]. Sarajevo: Fani, 2022, s. 49–60. ISBN 978-9926-8322-5-4.
- ZAHIROVIĆ, Hasan. Zvonimir Rogoz - hrvatski glumac, prvak češkog kazališta. Književna smotra: časopis za svjetsku književnost. Záhřeb: Hrvatsko filološko društvo, prosinec 2020, roč. 52, 198(4), s. 129-135. ISSN 0455-0463. UT WoS 000418990500007
- ZAHIROVIĆ, Hasan. Autobiografické reálie v díle Malé děvče Heleny Čapkové, In. Hasan Zahirović (ed.). Sborník příspěvků z Mezinárodní konference Hradec Králové Čapkům. Hradec Králové: Komité Čapek Hronov, 9. 9. 2020, s. 55-59.
- ZAHIROVIĆ, Hasan. Josef Čapek – svérázný dramatik. In Sborník příspěvků z mezinárodní konference Hradec Králové Čapkům III. [ed. Hasan Zahirović]. 1. vydání. Hronov: Komité Čapek Hronov, 2022, s. 71–79. ISBN 978-80-11-02536-6.
- ZAHIROVIĆ, H. Autorska bajka Karela Čapeka. In Bajka – Bajka u XXI stoljeću. Izazovi novog vremena. Sarajevo: Fani, 2022, s. 49–60. ISBN 978-9926-8322-5-4. COBISS.BH-ID 52229126
- ZAHIROVIĆ, Hasan. Adaptacija bajki Karela Čapeka na hrvatskoj kazališnoj sceni, s, 217–227. Zbornik radova međunarodnoga umjetničko-znanstvenoga skupa Kultura i umjetnost - jučer, danas, sutra / Nuhanović, Sanja (ur.). Slavonski Brod: Kazališno koncertna dvorana Ivana Brlić Mažuranić, Slavonski Brod; Akademija za umjetnost i kulturu Sveučilišta Josipa Jurja Strossmayera u Osijeku, 2024, 227 s. ISBN 978-953-50353-1-2
- ZAHIROVIĆ, H. Reflections on The White Plague in the Countries of the Former Yugoslavia. s. 64–83. /Editorial (together with Martina Pecková Černá, s 6–8). The Days After: Ethical Dilemmas of Industrial and Post-industrial Societies in 20th and 21st Century Theatre through the Lens of Karel Čapek’s Plays RUR and The White Plague. Eds.: Martina Pecková Černá, Hasan Zahirović. ISBN 978-80-7008-470-0 (tištěno) ISBN 978-80-7008-471-7 (pdf) Číslo publikace IDU: 793.
- ZAHIROVIĆ, Hasan. Zvonimir Rogoz - hrvatski glumac, prvak češkog kazališta. Književna smotra: časopis za svjetsku književnost. Záhřeb: Hrvatsko filološko društvo, prosinec 2020, roč. 52, 198(4), s. 129-135. ISSN 0455-0463. UT WoS 000418990500007
- ZAHIROVIĆ, Hasan. Autobiografické reálie v díle Malé děvče Heleny Čapkové, In. Hasan Zahirović (ed.). Sborník příspěvků z Mezinárodní konference Hradec Králové Čapkům. Hradec Králové: Komité Čapek Hronov, 9. 9. 2020, s. 55-59.
- ZAHIROVIĆ, Hasan. Josef Čapek – svérázný dramatik. In Sborník příspěvků z mezinárodní konference Hradec Králové Čapkům III. [ed. Hasan Zahirović]. 1. vydání. Hronov: Komité Čapek Hronov, 2022, s. 71–79. ISBN 978-80-11-02536-6.
- ZAHIROVIĆ, H. Autorska bajka Karela Čapeka. In Bajka – Bajka u XXI stoljeću. Izazovi novog vremena. Sarajevo: Fani, 2022, s. 49–60. ISBN 978-9926-8322-5-4. COBISS.BH-ID 52229126
- ZAHIROVIĆ, Hasan. Adaptacija bajki Karela Čapeka na hrvatskoj kazališnoj sceni, s, 217–227. Zbornik radova međunarodnoga umjetničko-znanstvenoga skupa Kultura i umjetnost - jučer, danas, sutra / Nuhanović, Sanja (ur.). Slavonski Brod: Kazališno koncertna dvorana Ivana Brlić Mažuranić, Slavonski Brod; Akademija za umjetnost i kulturu Sveučilišta Josipa Jurja Strossmayera u Osijeku, 2024, 227 s. ISBN 978-953-50353-1-2
- ZAHIROVIĆ, H. Reflections on The White Plague in the Countries of the Former Yugoslavia. s. 64–83. /Editorial (together with Martina Pecková Černá, s 6–8). The Days After: Ethical Dilemmas of Industrial and Post-industrial Societies in 20th and 21st Century Theatre through the Lens of Karel Čapek’s Plays RUR and The White Plague. Eds.: Martina Pecková Černá, Hasan Zahirović. ISBN 978-80-7008-470-0 (tištěno) ISBN 978-80-7008-471-7 (pdf) Číslo publikace IDU: 793.

## Stati v knihách
- "Hronologija života Karela Čapeka" / "Prva izdanja knjiga Karela Čapeka" / "Djela braće Čapek na scenama u zemljama bivše Jugoslavije" / "Slučaj Čapek", in ČAPEK, Karel. Sabrane drame, Brčko: Književni klub Brčko distrikt, 2014, s. 352-378, ISBN 978-9958-644-26-9.
- "Književno djelo braće Čapek", in ČAPEK, Karel i Josef. Sabrane drame, Brčko: Književni klub Brčko distrikt, 2014, s. 199-209. ISBN 978-9958-644-32-0.
- "Milé děti…" (úvod ke knize), in ČAPEK, Karel. Dášeňka čili život štěněte, Praha: Městská část Praha 10, 2014, s. 6. ISBN 978-80-260-6630-9.
- "Chers enfants...", in ČAPEK, Karel. Dachenka ou la vie d´un bébé chien, Nantes: éditions MeMo, 2015, s.8-9. ISBN 2352892554
- "Préface", in Čapek, Karel. Lettres à Vera, Cambourakis, 2016, s. 7-12, ISBN 2366242069
- "Kak Dashenka stala samym znamenitym shenkom v mire", in Карел Чапек: Дашенька, или История щенячьей жизни,Самокат, 2017, s. 4-5, ISBN 5917596654 / ISBN 9785917596655
- Protest protiv mehanizacije čovječanstva, s. 161-165. In Karel Čapek: R. U. R. : Rossum's Universal Robots: kolektivni drama. Zagreb: Hangar 7, 2019, 167 str.; 22 cm, ISBN 978-953-8048-67-8

## Publikované překlady

### Knihy
- Jan Skacel [Skácel]: Tamne alejine jame (Temné stromořadí jam), 101 báseň, Dobra knjiga, Sarajevo, 2011.
- Karel Čapek: Sabrane drame, přel. spolu s Adisou Zuberović. Brčko distrikt: Kniževni klub Brčko distrikt, 2014.
- Irena Douskova [Dousková]: Gordeljiv Budida (Hrdý Budžes), Brčko, Književni klub Brčko, Biblioteka Novi prijevodi, 2015. ISBN 978-9958-644-47-4, COBISS.BH-ID 22183430.
- ANTOLOGIJA - Nova česká drama / Lagronová, Frydrychová, Šotek, Zelenka, atd./,  spolupřeklad s Adisou Zuberović, Književni klub P. N. Brčko distrikt BiH, 2018, 492 s. ISSN 978-9926-458-04-1.
- „Ne znam kako gore čempresi“, překlad básně, s. 51. In Michal Stránský: Černé víno, Brno: Větrné mlýny, 2019. ISBN: 9788074433412.
- Básník Josef Leikert (ed. Ladislav Volko). Bratislava: Slovenské centrum PEN, Bratislava, 2020. ISBN 978-80-973721-0-1
- Karel Čapek: RUR. Sarajevo: Buybook, červen 2021, 97. s, 21 cm. ISBN 978-9958-30-587-0. COBISS.BH-ID 44639494.
- Obrazy ze stříbrného století, překlad Jana Cindlerová a Hasan Zahirović, in Almir Bašović „Priviđenja iz srebrenog vijeka, Sarahevo: Bošnjačka zajednica kulture Preporod, 2022, s. 99–139.
- Bohumil Hrabal: Strogo praćeni vlakovi (Ostře sledované vlaky). Sarajevo: Buybook, 2023, 978-9926-31-044-8.

### Časopisy
- Karel Čapek: Slučaj Makropulos (Věc Makropulos), Riječ, 2011/1-2, Brčko, s. 6-61. ISSN 1840-2534.
- Magdalena Frydrych Gregorová: Dora (Dorotka), Riječ, 2012/3-4, Brčko, s. 7–48, ISSN 1840-2534.
- Ludvík Kuba: U Bosni i Hercegovini (cestopis: V Bosně a Hercegovině) Riječ, 2012/3-4, Brčko, s. 195–206. ISSN 1840-2534.
- Karel Čapek: Mati. Riječ, Brčko distrikt: Književni klub Brčko distrikt, č. 3-4, podzim-zima, 2013, s. 43-80. ISSN 1840-2534.
- Milan Kundera: Monolozi (Monology) Riječ, 2012/3-4, Brčko, s. 313–318. ISSN 1840-2534.
- Skupina autorů: Iz novije češke poezije (Jachým Topol, Matěj Keberle, Veronika Teplíková), in Riječ, časopis pro literaturu a kulturu. Brčko distrikt: Književni klub Brčko distrikt BiH, r. VII, č. 3-4/2014, s. 133-152. ISSN 1840-2534.
- Karel Čapek: Bijela bolest (Bílá nemoc), in Orion (SF časopis), Brčko: Književni klub distrikt Brčko, r. 2, č. 2, 2014, s. 10, 22-97. ISSN 2303-484X.
- Magdalena Frydrych Gregorová: Ljušture (Ulity), in Riječ, 3–4, r. 9, 2015, Brčko, Književni klub Brčko, s. 39–71, ISSN 1840-2534.
- Milan Kundera: Monolozi (s. 305–313); Jan Skácel: Izabrane pjesme (s. 314–325); Jáchym Topol (s. 326–328): Izabrane pjesme; Irena Dousková: Gordeljiv Budida (s. 348–354), in Život, r. LXIII, č. 1-4, 2015, ISSN BA 0514-776 X.
- Michal Stránský: Samoće. in Riječ, Brčko, Književni klub Brčko, 4. 1–2, r. 8, 2015, s. 165–169. ISSN 1840-2534.
- Michal Stránský: Po stopama dalmatinera, in Riječ, Brčko, Književni klub Brčko, č. 3–4, r. 9, 2015, s. 279–280. ISSN 1840-2534.
- Anna Marie Maxera: Toliko (Tolik). Riječ, Brčko, Knjževni klub Brčko, roč. 10, 2016, č. 3–4, s. 17–44. ISSN 1840-2534.
- Petr Kukal: Metamorfoze. Riječ, Brčko, Knjževni klub Brčko, r. X, 2016/ 1–2, s. 261–267. ISSN 1840-2534.
- Fragmenti iz 12 savremenih čeških drama (L. Lagronová; M. Frydrych Gregorová; I. Klestilová; M. Bambušek; M. Šotek; A. Saavedra; H. Eliášová; O. Novotný; T. Verecká; D. Košťák; A. Marie Maxera), in Život, r. LXIV, č. 1-2, 2016, s. 295-373, ISSN BA 0514-776 X.
- Jiří Mahen: Sarajevo. In Život, roč. LXIV, č. 5-6, 2017, s. 298–302, ISSN BA 0514-776 X.
- Jirži [Jiří] Mahen: Sarajevo. Susreti, časopis za pozorište/kazalište, književnost i kulturu. Brčko: Vlada Brčko distrikt, r. 1, č. 1-2, 2018, s 337-340. ISSN: 2566-3801.
- Ondrej Hložek: Put suza, Susreti, časopis za pozorište/kazalište, književnost i kulturu. Brčko: Vlada Brčko distrikt, r. 1, č. 2, 2018, s. 181–184. ISSN: 2566-3801.
- Josef Leikert: Dodiri duše, Susreti, časopis za pozorište/kazalište, književnost i kulturu. Brčko: Vlada Brčko distrikt, r. 1, č. 2, 2018, s. 175–180. ISSN: 2566-3801.
- Karel Čapek: O Bijeloj bolesti (1937), Sarajevo: Društvo pisaca Bosne i Hercegovine, Život, r. LXVII, č. 1-2, 2020, s. 350–351. ISSN BA 0514-776 X.
- Josef Leikert: Dodiri duše, Susreti. Brčko: Vlada Brčko Distrikta BiH, č. 1-2, r. III, 2020, s. 309–322. ISSN 2566-3801
- Josef Leikert: Ljubobivstovanje, Susreti. Brčko: Vlada Brčko Distrikta BiH, č. 3-4, r. III, 2020, s. 319–325. ISSN 2566-3801
- Radka Denemarková: Novac od Hitlera (Ljetna mozaika); Alena Mornštajnová: Hana; Jan Němec: Mogućnosti ljubavnog romana. Život. Časopis za knjževnost i kulturu, Sarajevo: Društvo pisaca Bosne i Hercegovine, prosinec 2020, č. 5-8, r. LXVIII, s. 173–187. ISSN BA 0514-776 X.
- Vyšlo znovu, ale bez textu Aleny Mornštajnové: Susreti, Časopis za pozorište, književnost i kulturu, Brčko: Vlada Brčko Distrikta BiH, č. 2, r. IV, 2021. s. 215–225. ISSN 2566-3801.
- Karel Čapek: Pseća bajka. Susreti. Časopis za pozorište, književnost i kulturu. Brčko: Vlada Brčko Distrikta BiH, č. 3-4, r. V, 2022, s. 231–235. ISSN 2566-3801.
- Bohumil Hrabal: Strogo praćeni vlakovi (úryvek). Susreti, Časopis za pozorište, književnost i kulturu. Brčko: Vlada Brčko Distrikta BiH, č. 1-2, r. VI, 2023, s. 291–293. ISSN 2566-3801.

## Inscenování přeložených her
- Almir Bašović: Obrazy ze stříbrného století [spolupřeklad Jana Cindlerová], režie Tanja Miletić Oručević, scénický náčrt, Husa na provázku 2008
- Imširević: Mousefuckers [spolupřeklad Barbora Doležalová], režie David Pizinger, scénický náčrt - YOUGO! festival, Divadlo Feste 2011
- Nina Mitrović: Tahle postel je příliš krátká, aneb Jen fragmenty [spolupřeklad Jana Cindlerová], režie Jiří Honzírek, scénický náčrt - YOUGO!, Divadlo Feste 2011
- Almir Bašović: Re: Pinocchio [spolupřeklad Zuzana Perůtková], režie Michal Zetel, scénický náčrt - YOUGO!,  Buranteatr 2011
- Rok Gre: Smetí na luně [spolupřeklad Vojtěch Novotný], režie Marián Amsler, scénický náčrt - YOUGO!,  HaDivadlo 2011
- Dušan Kovačević: Profesionál [spolupřeklad Jana Cindlerová], režie Lucia Repašská, scénický náčrt - YOUGO!, Divadlo D´EPOG 2011
- Nina Mitrović: Tahle postel je příliš krátká, aneb Jen fragmenty [spolupřeklad Jana Cindlerová], režie Martin Čičvák, Činoherní klub, 2012
- Dušan Kovačević: Profesionál [spolupřeklad Jana Cindlerová], režie, Tomáš Trumpeš, Divadlo Naboso, Boskovice, 2015
- Tereza Verecká, BHR1, 20: 03, radio drama Tereza Verecká: U zamci [rozhlasová hra, překlad Hasan Zahirović], Dramski i dokumentarni program BH Radija, Sarajevo, repríza 21. ledna 2020.
- Rozhlasové uvedení hry: Ulity Magdaleny F. Gregorové. Režie Mirza Skenderagić. Dramski i dokumentarni program BH Radija 1, 27. 10. 2022.
- Džejna Hodžić: Máma 22 [spolupřeklad Alžběta Johanka Petrová], režie Kateřina Rézi Szopová, 22. 10. 2022, Festival Na cestě s podtitulem Meziřádky (Hauerová, filmový ateliér)

## Pořady /scénář, režie/
- 2015, Paříž očima Josefa Čapka, Společnost bratří Čapků (SBČ) a Městská knihovna Praha.
- 2015, Orfeovi ruce Euridičiny, SBČ a Městská knihovna Praha.
- 2016, Čapkovské zátiší na Vinohradech, Městská knihovna Praha.
- 2018, Janáček – Čapek, SBČ, Městská knihovna Praha.
- 2018, Čas, největší síla života, SBČ, Městská knihovna Praha, Slezská univerzita.
- 2019, Otec slavných dětí (Antonín Čapek), SBČ, Městská knihovna Praha, Slezská univerzita.
- 2019, Korespondence z exilu (Bradbrooková a Vočadlo), SBČ, Městská knihovna Praha, Slezská univerzita.
- 2022, Vzpomínkový večer na počest bratří Čapků, Galerie kavárny Slavia, Praha.
- 2022, Nelituji uplývajícího času“, Literárně-hudební pásmo z textů Josefa Čapka i Jarmily Čapkové. Městská knihovna Praha.
- 2023, Olga Scheinpflugová očima Karla Čapka, Literární večer v Kavárně Slavia.
- 2023, Málo o mnohém (Josef Čapek a Alena Čapková), SBČ, Městská knihovna Praha.
- 2025, Nerozlučná dvojice, SBČ, Městská knihovna Praha.
- 2025, Čapkoviny, SBČ, Městská knihovna Praha, Slezská univerzita.

## Dramaturgie
- 2011, Festival YOUGO!, Divadlo Feste, Leden-prosinec 2011, Brno  (Imširoviċ„Mousefuckers“, Mitroviċ „Tahle postel je příliš krátká aneb Jen fragmenty“, Bašoviċ „ RE: Pinocchio“, Bošnjak „Pojd´me skákati po oblacích“, Vilčník „Smetí na luny“, Kovačeviċ „Profesional“, Stefanovski „Everyman“)
- 2012, Deemcamp Festival: Mým plemenitým, Ostrava
- 2013, Alfred ve dvoře: Bilo, Praha
- 2016, D21: Vojcek (Projekt Vojcek), Praha
- 2017, Divadelní dramaturg 25. ročníku festivalu pro židovskou čtvrť Boskovice.
- 2018, D. Kovačević: Profesionál , divadlo Naboso, Boskovice, režie Tomáš Trumpeš.
- 2018, M. Kotrčová: veveve.ceskoslovensko.cs, Jedeme k vám, Praha, režie Martina Kotrčová.
- 2018, K. Čapek: Bela bolest, Akademie dramatických umění, Skopje, Makedonie, režie Gorjan Arevski.
- 2018, O. Scheinpflugová: Olgo, Olino, Olásku! (Český román), divadlo Neklid, režie Lucie Polonciová.
- 2020, spolupráce Petr Vacek: Ze životu Čapka, Divadlo na Jezerce, režie Petr Vacek.
- 2022, překladatelská spolupráce, Chazarský slovník, Husa na Provázek, premiéra 25. 1. 2022.
- 2023, Karel Čapek: Bílá nemoc, Městská divadla pražská, premiéra 22. 4. 2023 v ABC, r. Michal Dočekal, odborná spolupráce